# Río Drava
El río Drava es un río de Europa Central meridional que nace en el Tirol meridional (Italia) y transcurre en dirección este a través del Tirol oriental y del estado austriaco de Carintia. Luego, en Eslovenia, pasa por Maribor y sigue en dirección sureste a través de Croacia, formando la mayor parte de la frontera con Hungría. Termina su curso en el río Danubio, cerca de Osijek, con una longitud de 749 km.

## Galería

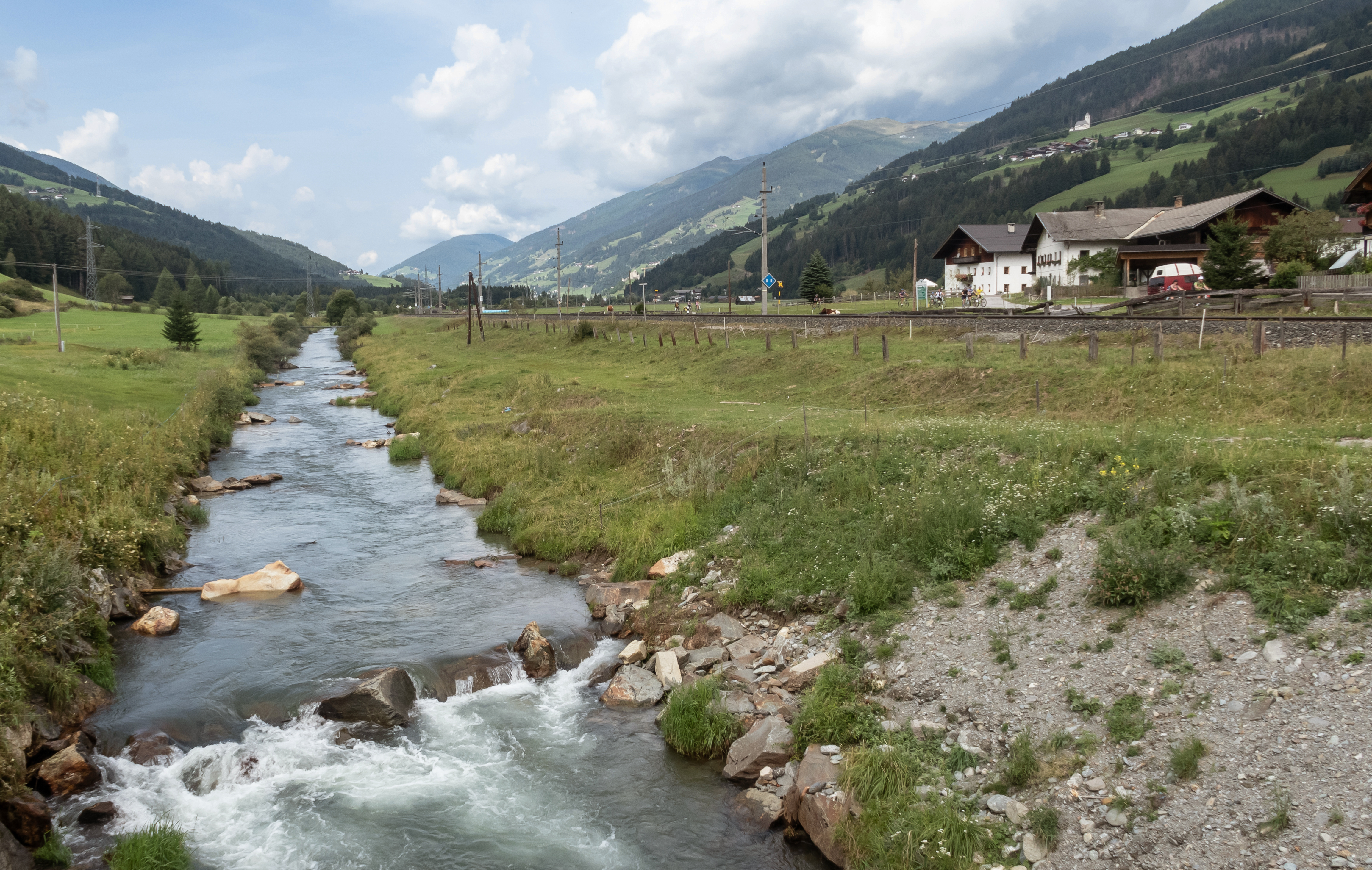
El río Drava cerca de Strassen.
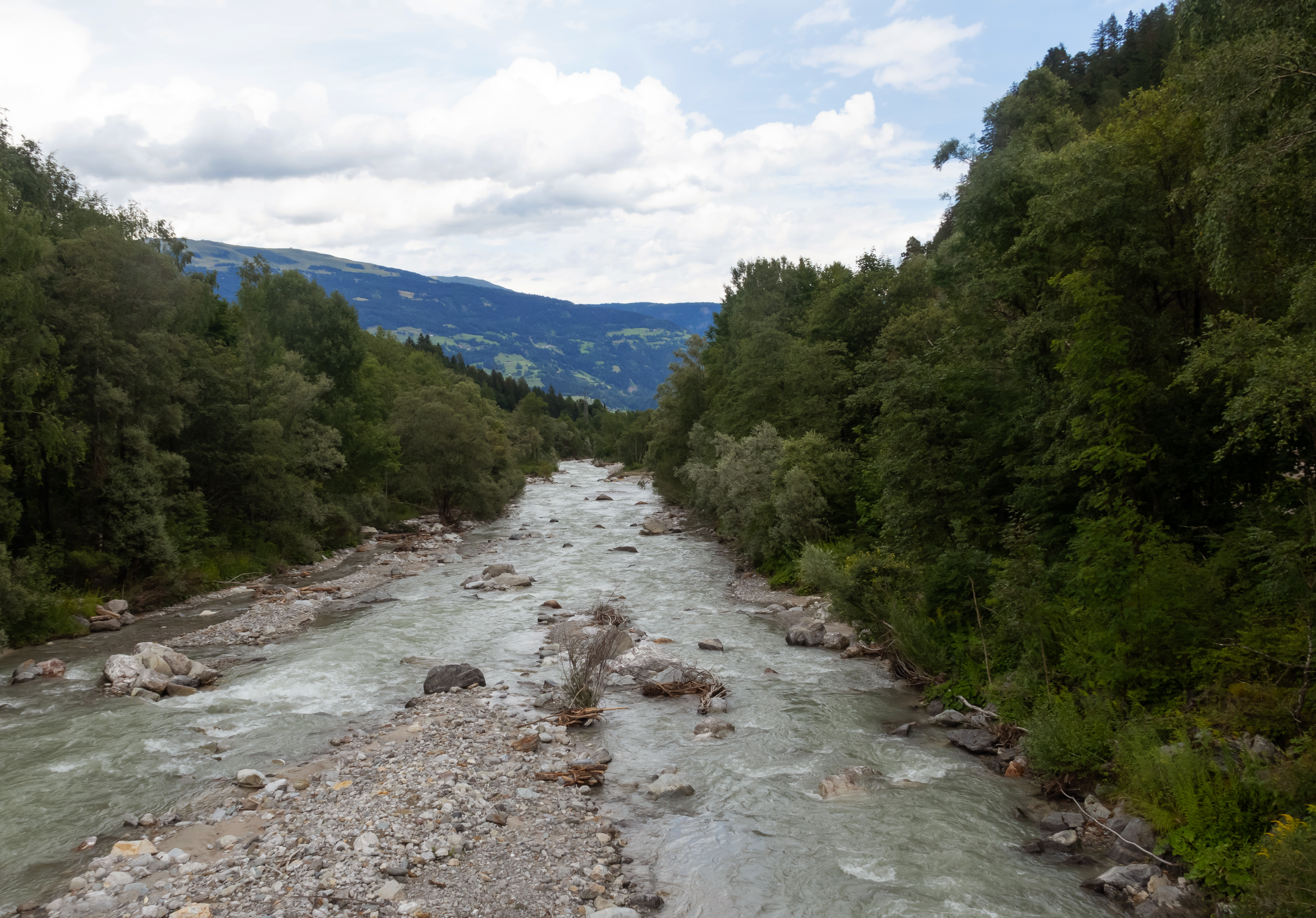
El río Drava cerca de Gries.
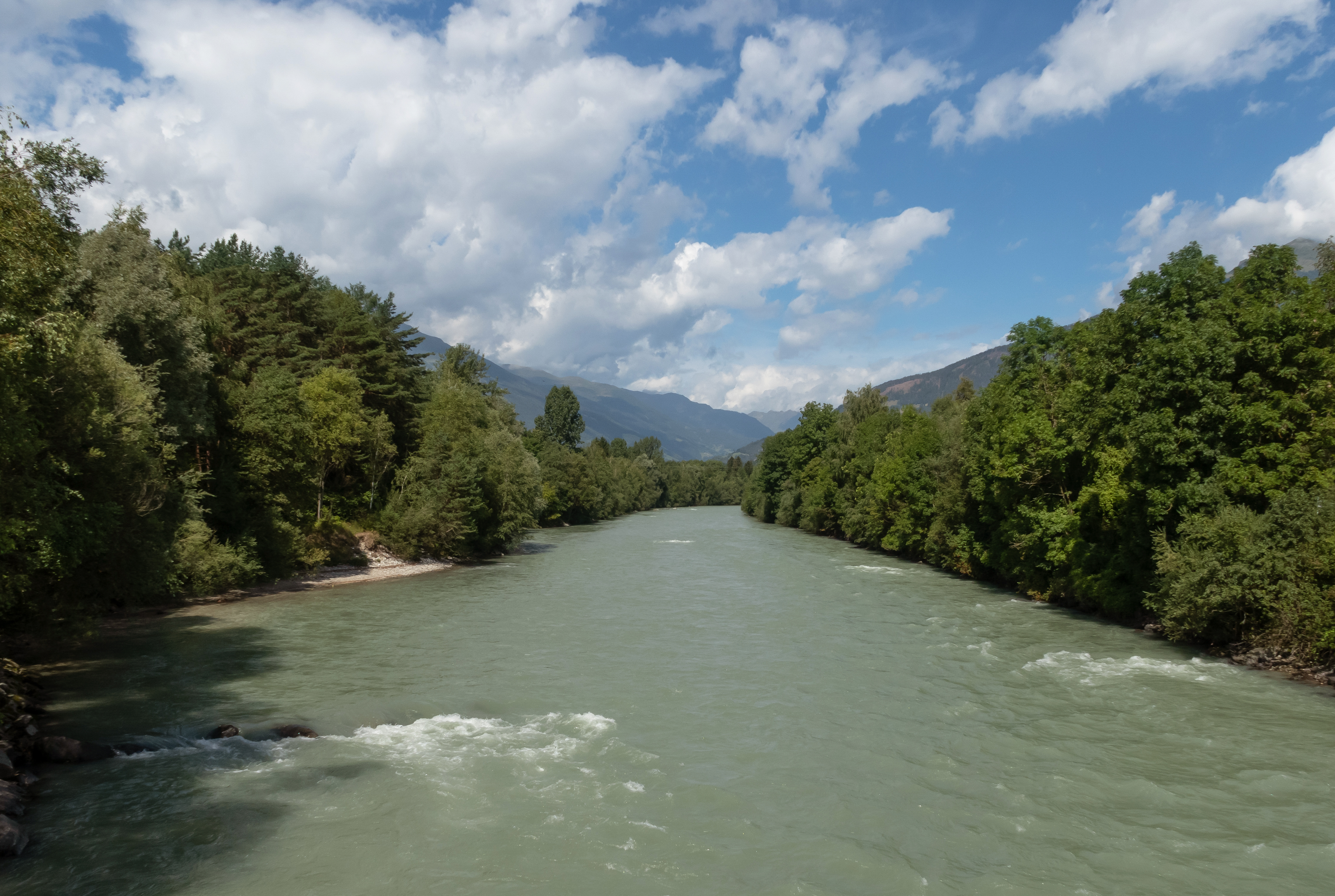
El río Drava cerca de Bad Jungbrunn.
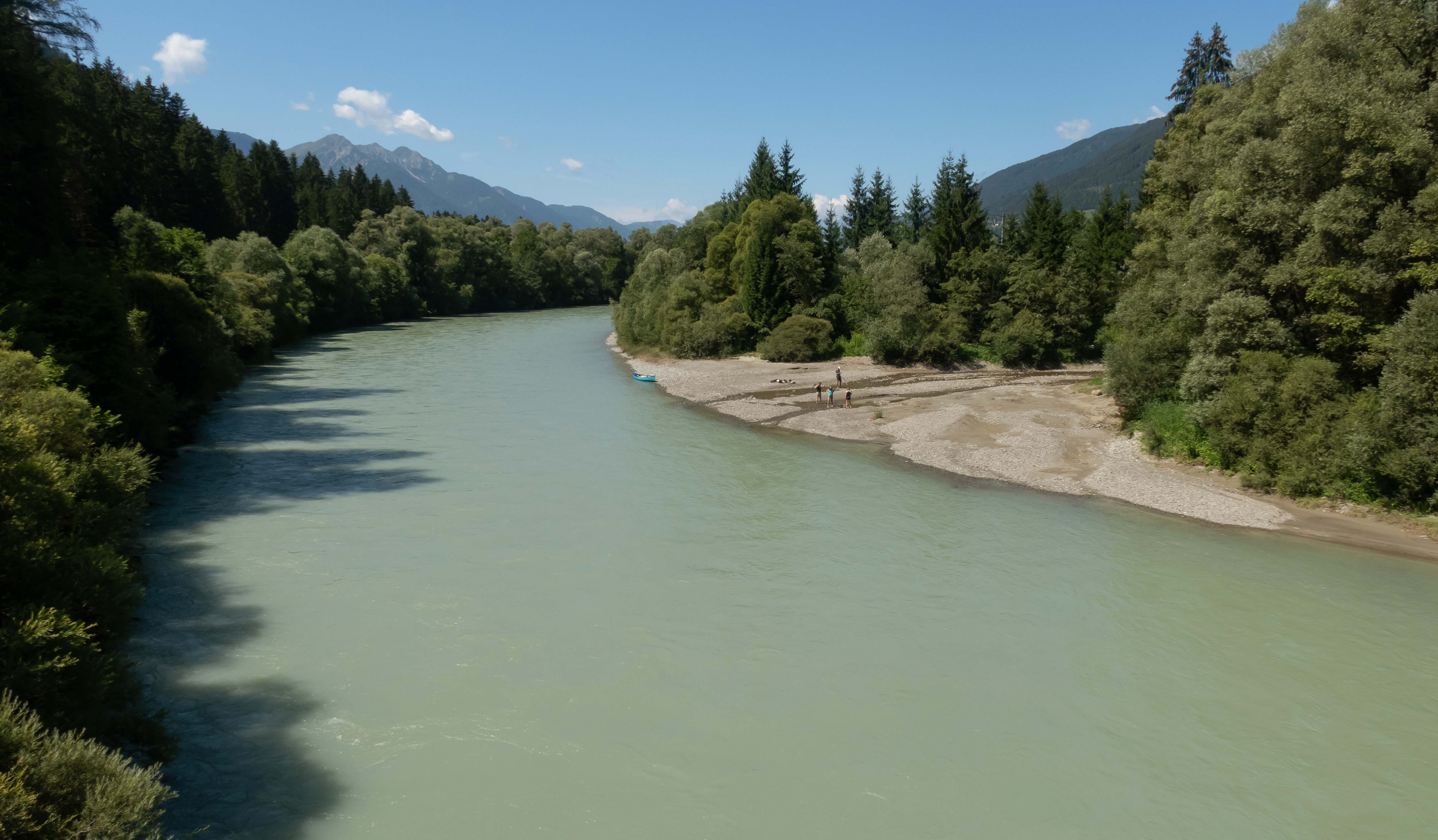
El río Drava cerca de Steinfeld.
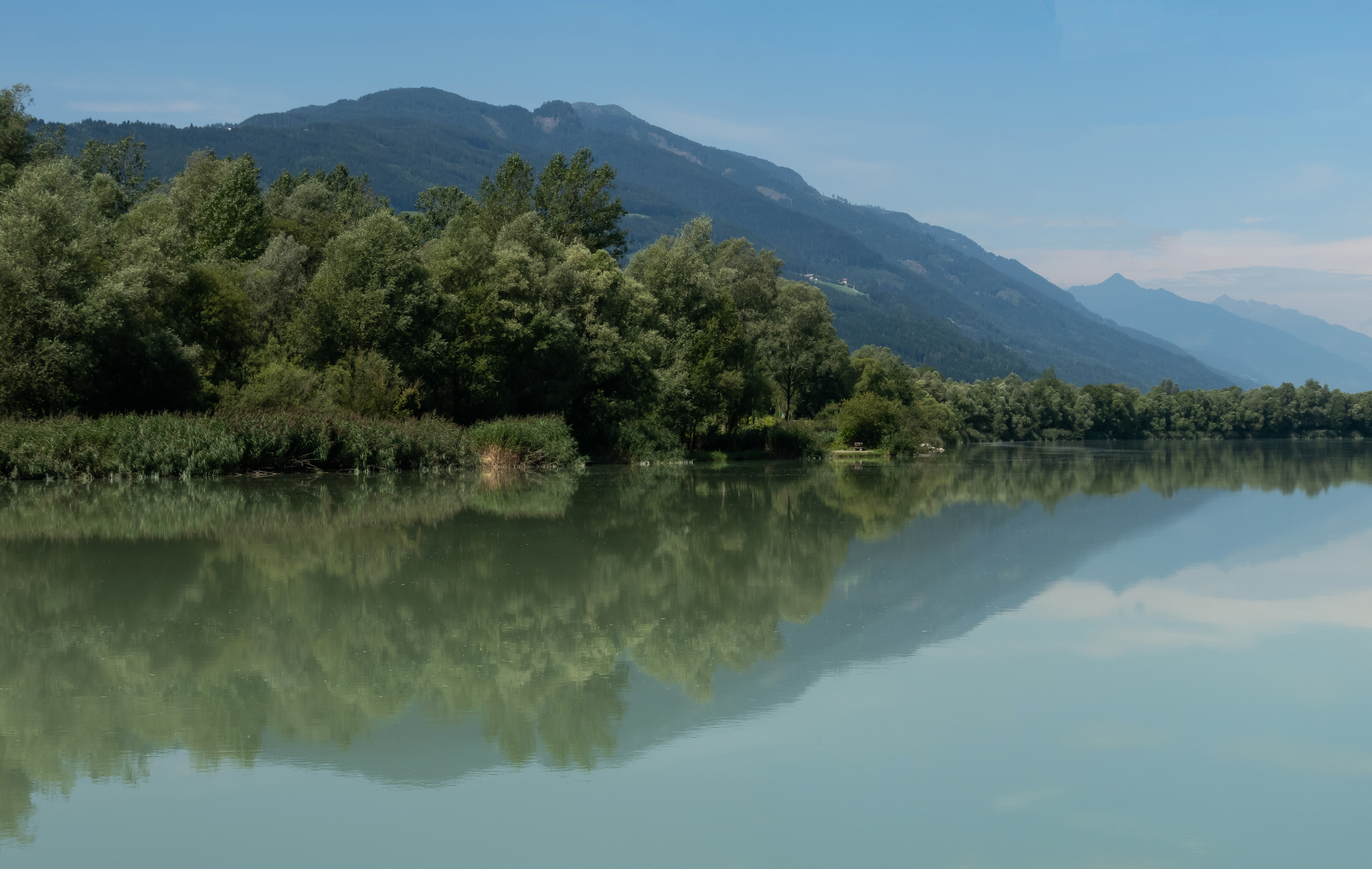
El río Drava cerca de Kamering.